# Sterbende Völker
Sterbende Völker ist ein zweiteiliges deutsches Stummfilm-Historiendrama aus dem Jahre 1922 von Robert Reinert.

## Handlung
„Sterbende Völker“ besteht aus den beiden Teilen „Heimat in Not“ und „Brennendes Meer“. Am Beispiel des leidgeprüften Deutschlands infolge des verlorenen Weltkriegs (Teil „Heimat in Not“) und der damit zusammenhängenden Gebietsverluste entrollt sich im Verlauf des Zweiteilers anhand von Einzelschicksalen ein monumentaler Bilderbogen über gepeinigte Völker seit dem Altertum, von der Ostsee bis ins antike Griechenland und nach Rom. Dabei soll veranschaulicht werden, wie durch Ereignisse in der Geschichte ganze Volksgruppen und deren Sprachen regelrecht vom Erdboden verschwanden und soziales wie menschliches Elend um sich griff. Vor allem der zweite Teil „Brennendes Meer“ greift in machtvollen Bildern die damals (1922) gängige Auffassung von der Knechtung des deutschen Volkes (durch die Franzosen, durch die Entente, durch das Versailler Diktat von 1919) auf: Es wird „symbolisch gezeigt, daß der deutschen Jugendkraft das Befreiungswerk vom fremden Joch vorbehalten bleibt.“

## Produktionsnotizen
Die Dreharbeiten zu Sterbende Völker begannen im April 1921 mit Szenen auf deutschen Ostseeinseln (für den zweiten Teil „Brennendes Meer“) und endeten nahezu elf Monate darauf mit Studioaufnahmen in Rom und Außenaufnahmen in und bei Neapel. Der erste Teil des Films wurde am 24. November 1922, der zweite Teil am 6. Dezember desselben Jahres uraufgeführt. In Österreich lief der Streifen zu Beginn des darauf folgenden Jahres an. Der erste Teil, ein Siebenakter, besaß eine Länge von 2633 Meter, der zweite Teil, ein Fünfakter, maß 1986 Meter Länge. Der patriotische Film wurde für die deutsche Jugend freigegeben.
Walter Reimann kreierte die Monumentalbauten, Gabriel Pascal übernahm die Produktionsleitung.
Diese über drei Stunden lange Produktion gilt als eine der ersten deutschen Filmkooperationen mit Italien nach dem Ersten Weltkrieg. Nach Ende der Dreharbeiten folgte der italienische Schauspieler Luigi Serventi dem Filmtross nach Deutschland und machte dort bis zum Ende der Stummfilmära eine beachtliche Karriere.
Die Deutsche Thea Steinbrecher beendete mit Sterbende Völker ihre Filmkarriere.

## Kritiken
Die österreichische Filmkritik bedachte den Film mit allerlei Pathos und Lobpreisungen. Dort war unter anderem zu lesen:
„Der Verfasser hat den aktuellen Gedanken des Friedens unter den Menschen in einer packenden Handlung zum Gegenstande seines Werkes … genommen. Die Zeugen der Befehdung zeigt er im Untergange gewesener Völker. (…) Der Film ist, mit einem Worte gesagt, ein Kunstwerk ersten Ranges …“
„Was … an erfinderischer Einbildungskraft und Phantasie geboten wird, übersteigt beinahe bisher alles Dargestellte und zeigt uns die weite Möglichkeitsgrenze, die der Filmkunst gezogen ist. Wenn diese Bilder vorüberziehen, steht vor der Seele nicht das filmische Bei- und Rankenwerk , sondern Völkerschicksalstragik (…) Dieser Film muß in die Weltenseele mit feurigem Griffel und flammendem Schwert hineinbrennen: „Deutschland, deutsches Volk in Not!“.“
Lediglich das Fachblatt „Sport im Bild“, das den Film als „technisch ausgezeichnetes Bild“ lobte, fand etwas zu bemängeln: „Leider begnügt sich der begabte Münchener Regisseur nicht mit der Handlung an sich, sondern versucht, aus den Szenen heraus große philosophische Probleme zu entwickeln. Naturgemäß ist das nicht möglich, und so bleibt ein Torso mit vielen schönen Einzelheiten, der aber, im ganzen genommen, ziemlich publikumsunwirksam ist.“